# Grubiger Weißtannen-Milchling

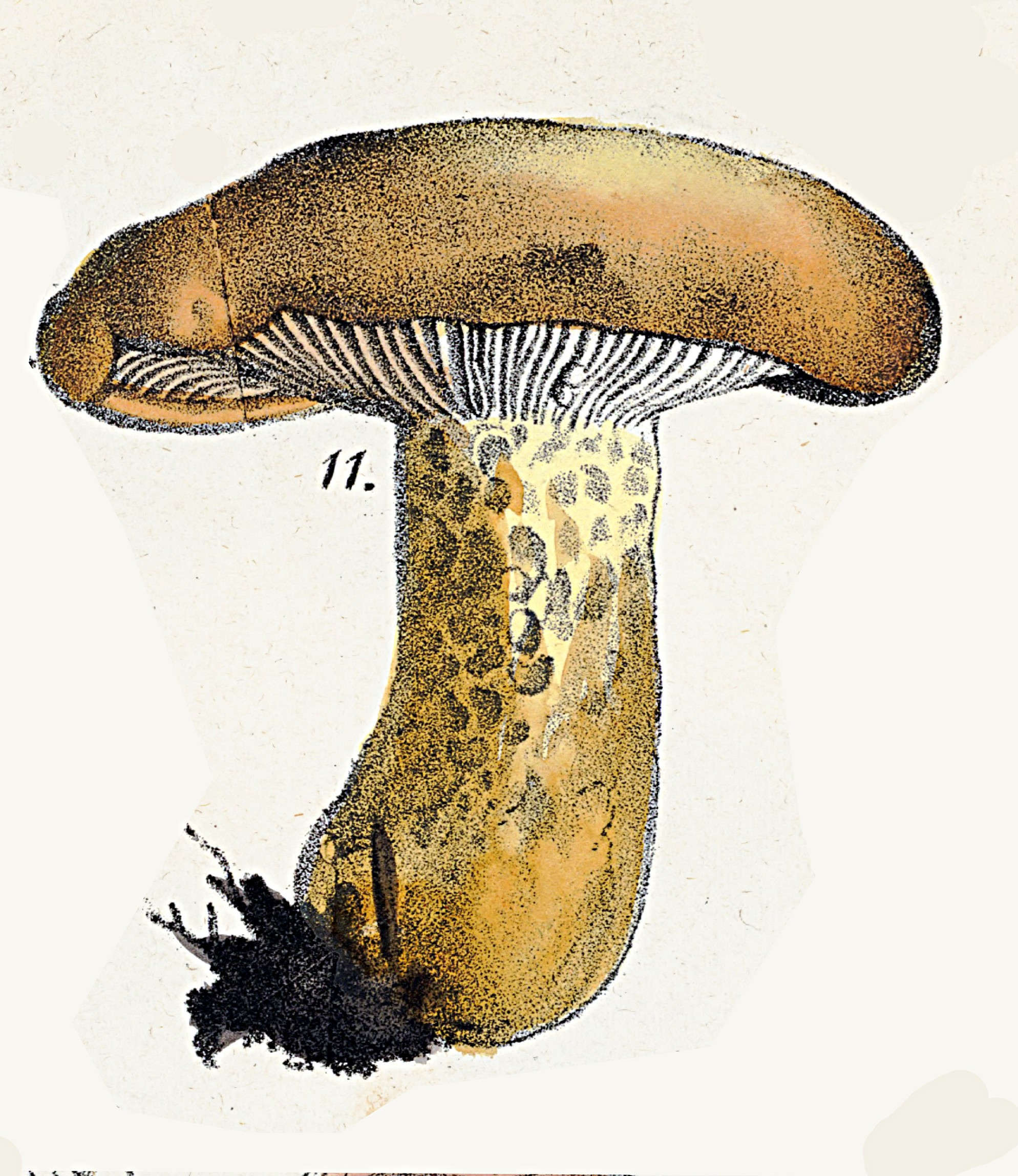
J. V. Krombholz: "Naturgetreue Abblidungen und Beschreibungen der essbaren, schädlichen und verdächtigen Schwämme" Tafel 58 Abbildung: 11.

Verbreitung des Grubigen Weißtannen-Milchling in Europa. Grün eingefärbt sind Länder, in denen der Milchling nachgewiesen wurde, weiß sind Länder ohne Nachweis. Grau dargestellt sind Länder ohne Quellen oder Länder außerhalb Europas.

Der Grubige Weißtannen-Milchling (Lactarius intermedius) ist eine Pilzart aus der Familie der Täublingsverwandten (Russulaceae). Es ist ein großer Milchling mit einem im Alter tief trichterförmig vertieften, blassgelben, ungezonten Hut, einem grubigen Stiel, creme- bis ockerfarbenen und leicht rosa getönten Lamellen und einer scharfen, anfangs weißen, dann schwefelgelb umfärbenden Milch. Der Hutrand ist leicht flaumig behaart. Der scharfe und daher ungenießbare Mykorrhizapilz wächst unter Weißtannen. Die Fruchtkörper erscheinen von Sommer bis Herbst.

## Merkmale

### Makroskopische Merkmale
Der Hut ist 5–10 (13) cm breit, jung flach gewölbt, bald abgeflacht und im Zentrum niedergedrückt bis tief trichterförmig vertieft. Die glatte, matte Oberfläche ist im feuchten Zustande schmierig und glänzend. Der Hut ist cremegelb bis hell zitronengelb gefärbt und der Rand lange Zeit eingerollt und jung weiß flaumig behaart.
Die jung hell creme- und später hell ockerfarbenen Lamellen sind breit am Stiel angewachsen oder laufen leicht daran herab. Sie haben oft einen leichten Rosastich. Häufig sind die Lamellen auch gegabelt, ihre Schneiden sind glatt.
Der mehr oder weniger zylindrische Stiel ist 4–5 cm lang und 1,5–3 cm breit. Zur Basis hin ist er teilweise etwas verjüngt oder verdickt. Bei jungen Fruchtkörpern ist der Stiel voll, doch wird er schon bald hohl. Die anfangs weißliche Oberfläche ist glatt und auf der ganzen Länge bereift, später verfärbt er sich hellgelb bis blassockergelb, bisweilen hat er kleine punktförmige Flecken oder Grübchen.
Das weißliche Fleisch läuft im Anschnitt stellenweise sofort schwefelgelb an. Es riecht obstartig und schmeckt scharf. Die scharf und anfangs weiße Milch verfärbt sich innerhalb vom 10–20 Sekunden schwefelgelb.

### Mikroskopische Merkmale
Die rundlichen bis elliptischen Sporen sind 7,1–8,8 µm lang und 6,1–7,5 µm breit. Der Q-Wert (Quotient aus Sporenlänge und -breite) ist 1,1–1,2. Das Ornament wird bis 0,8 µm hoch und setzt sich aus mehreren einzelnen, teilweise gratig verlängerten Warzen und gratigen Rippen zusammen, die nur teilweise netzartig verbunden sind.
Die viersporigen, keuligen Basidien sind 45–55 µm lang und 10–12 µm breit. Die zahlreichen Cheilozystiden sind zylindrische bis kopfige Parazystiden, die teilweise septiert sind und 25–55 µm × 6–9 µm messen. Die spärlichen, spindeligen Pleuromakrozystiden sind 55–100 µm lang und 7–8 µm breit. Man findet sie meist nur am Lamellengrund.
Die Huthaut (Pileipellis) ist eine Ixocutis aus parallel liegenden 2–5 µm breiten, gelatinisierten Hyphen und Hyphenfragmenten.

## Artabgrenzung
Der Grubige Weißtannen-Milchling kann mit einer ganzen Reihe von Milchlingen aus der Scrobiculatus-Gruppe verwechselt werden. Am wahrscheinlichsten ist eine Verwechslung mit dem Grubigen Fichten-Milchling (L. scrobiculatus). Dieser hat aber einen mehr ockergelb bis honiggelb gefärbten Hut, der mehr oder weniger deutlich gezont ist. Junge Fruchtkörper haben am Hutrand dichte, zottelige Haare, die Lamellen sind gelblich ohne rosa Stich und der Stiel weißlich bis gelblich-weiß und mit mehr oder weniger zahlreichen zum Hut fast gleichfarbigen Grübchen bedeckt. Außerdem findet man den häufigen Milchling bei Fichten. Auch mikroskopisch unterscheiden sich die beiden Arten. Das Sporenornamentik mehr gratig-netzig und die Makrozystiden sind kleiner.
Ebenfalls sehr ähnlich ist der seltene Löwengelbe Milchling (L. leonis). Sein Hut ist gleichfalls mehr oder weniger ungezont, aber bedeutend stärker gelb gefärbt, der Stiel weist zahlreiche gelbe, grubige Flecken auf und die Lamellen stehen weiter auseinander. Außerdem ist der Hutrand deutlich wollig behaart. Mikroskopisch unterscheidet er sich durch die kleineren, deutlich netzigen Sporen. Auch er wächst, wie der Grubige Fichten-Milchling, unter Fichten.
Sehr blasshütige Exemplare können noch mit dem Fransen-Milchling (L. citriolens) verwechselt werden, der jung aber immer einen weißgefärbten Hut und einen franzig, 5–6 mm lang behaarten Hutrand hat. Der Milchling wächst unter verschiedenen Laubbäumen.

## Ökologie
Die Fruchtkörper des Milchlings erscheinen einzeln bis gesellig in Nadel- und Mischwäldern bei Tannen. Der Milchling mag basenreiche, stickstoffarme Böden über Kalk. Seinem Wirt folgend erscheint der Milchling überwiegend im Hügel- und Bergland.

## Verbreitung
Beim Grubigen Weißtannen-Milchling handelt es sich um eine rein europäische Art, die in und um die Alpen herum ihren Verbreitungsschwerpunkt hat. Man findet den Milchling daher in Frankreich, Italien, der Schweiz, Deutschland und Österreich. Außerhalb der Alpen wurde der Milchling noch in Tschechien, der Slowakei, Montenegro, Mazedonien und Griechenland nachgewiesen. In West- und Nord- und Osteuropa scheint der Grubige Weißtannen-Milchling zu fehlen.
Der Milchling kommt in Deutschland fast ausschließlich in Bayern und Baden-Württemberg vor. Hier findet man ihn im Alpenvorland und Oberschwaben, dem Schwarzwald und der Rhön. In Österreich kommt die Art fast ausschließlich im Bergland und auf Kalk vor und fehlt im Flachland und über Silikatgestein. In der Schweiz ist der Milchling recht selten.

## Systematik
Der Milchling wurde 1843 erstmals von Krombholz als Agaricus intermedius beschrieben. Allerdings ist der Name nach den Regeln der botanischen Nomenklatur ungültig, da er bereits früher von anderen Autoren für andere Arten verwendet wurde. 1803 durch H. Schumacher und 1815 in den Observationes Mycologicae durch Fries. Fries’ Taxon ist allerdings synonym zu J.A. Scopolis Agaricus scrobiculatus, daher wurde nachfolgend der Name als synonym zu Lactarius scrobiculatus (Scop.) Fr. angesehen. 1881 validierten M.J. Berkeley und C.E. Broome Krombholz A. intermedius und stellten ihn in die Gattung Lactarius, sodass er seinen heutigen allerdings immer noch umstrittenen Namen bekam.
Floriani (1999) setzte sich mit dem Problem auseinander und plädierte dafür den Namen L. intermedius beizubehalten, anstatt einen neuen Namen einzuführen. Daher schlug er als Lectotypus Krombholz Zeichnung (Tafel Nr. 56 Abb. 11) vor. Neben Krobholz Basionym gibt es folgende Synonyme:
- L. cilicioides subsp. intermedius (Krombh.→ Berk. & Broome) Sacc.  (1887)
- Lactifluus intermedius (Krombh) Kuntze (1891).
- L. cilicioides var. intermedius (Krombh.→ Berk. & Broome) Krieglst.  (1999)[12][8]

### Infragenerische Systematik
Der Grubige Weißtannen Milchling wird von M. Basso in die Untersektion Scrobiculati gestellt, die bei ihr unterhalb der Sektion Piperites steht. Die Vertreter der Untersektion haben einen mehr oder weniger schmierigen Hut, der Hutrand ist mehr oder weniger behaart und die anfangs weiße Milch verfärbt sich nach einer Weile gelb.

## Bedeutung
Der scharf schmeckende Milchling ist nicht oder nur nach entsprechender Vorbehandlung essbar.